# Amolops caelumnoctis
Espèce
Statut de conservation UICN

 LC  : Préoccupation mineure
Amolops caelumnoctis est une espèce d'amphibiens de la famille des Ranidae.

## Répartition
Cette espèce est endémique du Yunnan dans le sud de la république populaire de Chine. Elle se rencontre à environ 2 400 m d'altitude dans le xian de Lüchun,.

## Publication originale
- Rao & Wilkinson, 2007 : A new species of Amolops (Anura: Ranidae) from Southwest China. Copeia, vol. 2007, no 4, p. 913-919.